# Anouk Vetter
Anouk Vetter (ur. 4 lutego 1993 w Amsterdamie) – holenderska lekkoatletka, wieloboistka.
Uczestniczka letniego olimpijskiego festiwalu młodzieży Europy (2009). Nie ukończyła rywalizacji podczas światowego i europejskiego czempionatu juniorów odpowiednio w Tallinnie (2011) i w Barcelonie (2012) oraz na młodzieżowym czempionacie Europy w Tampere w 2013.
Siódma zawodniczka seniorskich mistrzostw Starego Kontynentu w Zurychu (2014). Rok później wystąpiła w halowych mistrzostwach Europy w Pradze, gdzie uplasowała się na ósmej pozycji oraz na światowym czempionacie w Pekinie. Złota medalistka mistrzostw Europy z Amsterdamu (2016) oraz debiutantka na igrzyskach olimpijskich w Rio de Janeiro w tym samym roku, gdzie w siedmioboju zajęła pozycję pod koniec pierwszej dziesiątki. W 2017 wywalczyła brązowy medal podczas mistrzostw świata w Londynie. Srebrna medalistka rozgrywanych w 2021 igrzysk olimpijskich w Tokio. W 2022 wywalczyła srebro na mistrzostwach świata w Eugene, natomiast rok później zdobyła brąz podczas kolejnej edycji światowego czempionatu w Budapeszcie.
Złota medalistka mistrzostw Holandii w kategorii seniorów i juniorów (również medalistka m.in. w biegach płotkarskich i rzucie oszczepem).

## Osiągnięcia
| Rok  | Impreza                             | Miejsce        | Konkurencja        | Lokata      | Wynik     |
| ---- | ----------------------------------- | -------------- | ------------------ | ----------- | --------- |
| 2009 | Letni europejski festiwal młodzieży | Tampere        | sztafeta 4 × 100 m | eliminacje  | 46,42     |
| 2009 | Letni europejski festiwal młodzieży | Tampere        | rzut oszczepem     | eliminacje  | 44,78     |
| 2011 | Mistrzostwa Europy juniorów         | Tallinn        | siedmiobój         | –           | DNF       |
| 2012 | Mistrzostwa świata juniorów         | Barcelona      | siedmiobój         | –           | DNF       |
| 2013 | Młodzieżowe mistrzostwa Europy      | Tampere        | siedmiobój         | –           | DNF       |
| 2014 | Mistrzostwa Europy                  | Zurych         | siedmiobój         | 7. miejsce  | 6281 pkt. |
| 2015 | Halowe mistrzostwa Europy           | Praga          | pięciobój          | 8. miejsce  | 4548 pkt. |
| 2015 | Mistrzostwa świata                  | Pekin          | siedmiobój         | 12. miejsce | 6267 pkt. |
| 2016 | Mistrzostwa Europy                  | Amsterdam      | siedmiobój         | 1. miejsce  | 6626 pkt. |
| 2016 | Igrzyska olimpijskie                | Rio de Janeiro | siedmiobój         | 10. miejsce | 6394 pkt. |
| 2017 | Mistrzostwa świata                  | Londyn         | siedmiobój         | 3. miejsce  | 6636 pkt. |
| 2018 | Mistrzostwa Europy                  | Berlin         | siedmiobój         | 5. miejsce  | 6414 pkt. |
| 2019 | Halowe mistrzostwa Europy           | Glasgow        | pięciobój          | –           | DNF       |
| 2019 | Mistrzostwa świata                  | Doha           | siedmiobój         | –           | DNF       |
| 2021 | Igrzyska olimpijskie                | Tokio          | siedmiobój         | 2. miejsce  | 6689 pkt. |
| 2022 | Mistrzostwa świata                  | Eugene         | siedmiobój         | 2. miejsce  | 6867 pkt. |
| 2022 | Mistrzostwa Europy                  | Monachium      | siedmiobój         | –           | DNF       |
| 2023 | Mistrzostwa świata                  | Budapeszt      | siedmiobój         | 3. miejsce  | 6501 pkt. |
| 2024 | Igrzyska olimpijskie                | Paryż          | siedmiobój         | –           | DNF       |

## Rekordy życiowe
| Konkurencja              | Wynik     | Miejsce | Rok  | Uwagi           |
| ------------------------ | --------- | ------- | ---- | --------------- |
| Rzut oszczepem (stadion) | 59,81 m   | Götzis  | 2022 |                 |
| Pięciobój (hala)         | 4548 pkt. | Praga   | 2015 |                 |
| Siedmiobój               | 6867 pkt. | Eugene  | 2022 | rekord Holandii |